# Sändningsnätverk
Sändningsnätverk (engelska: broadcast network), tv-nätverk (television network) och radionätverk (radio network), är i rundradiosammanhang en organisation som förser lokala sändarstationer (affiliates) med innehåll i form av inspelade eller direktsända radio- eller tv-program.
Detta förekommer främst i Nordamerika där i stort sett saknas rikstäckande marksända radio- och tv-kanaler. På andra kontinenter, såsom Europa, är det vanligare att sändningen är centraliserad utan att behöva gå via lokala stationer. Det förekommer dock vissa former av "networking" exempelvis inom den kommersiella radion i Sverige, Danmark och Norge.
Inom den amerikanska televisionen finns flera olika tv-nätverk, av vilka CBS, ABC, NBC, Fox och The CW dominerar tittandet. Dessa producerar program som sedan sänds ut av cirka 200 stationer var. Några av dessa ägs av nätverket ägare (owned and operated) men de flesta stationerna ägs inte av nätverket (affiliates). Vanligtvis har en station bara en huvudsändare, men de kan ha en eller flera slavsändare.